# Hyde Road
 (avril 2025).
Hyde Road est un ancien stade de football établi à West Gorton, Manchester, en Angleterre.
Il fut le stade de Manchester City et de ses prédécesseurs depuis sa construction, en 1887, jusqu'en 1923, lorsque le club emménagea à Maine Road.

## Histoire
L'origine de son nom vient de l'Hyde Road, une route qui débute à l'est de Ardwick Green South, à Ardwick, et continue vers l'est en direction de Hyde. À la frontière entre Gorton et Audenshaw, la route continue en portant le nom de Manchester Road.
Avant d'être utilisé comme un terrain de football, le site était un terrain vague, et lors de sa création, le terrain ne possédait que des installations rudimentaires. Le premier gradin fut construit en 1888. Le stade n'ayant pas de vestiaires avant 1896, les joueurs devaient se changer dans un pub non loin nommé le Hyde Road Hotel. En 1904, le stade se développa jusqu'à atteindre le rang des 40 000 places, accueillant la même année une demi-finale de FA Cup entre Newcastle United et Sheffield Wednesday.
Les gradins étaient arrangés de façon peu rigoureuse à cause du manque de place, et, en 1920, le nombre hebdomadaire de supporters fut dépassé[pas clair]. La décision de trouver un nouveau stade fut prise en novembre 1920, après que le gradin principal fut détruit par le feu. Manchester City déménagea donc à Maine Road, un stade de 80 000 places, et Hyde Road fut démoli peu après. Une des structures du stade est toujours existante, une partie du toit ayant été utilisé dans la construction de The Shay, un stade de la ville de Halifax.